# 52487 Huazhongkejida
52487 Huazhongkejida è un asteroide della fascia principale. Scoperto nel 1995, presenta un'orbita caratterizzata da un semiasse maggiore pari a 2,2453688 au e da un'eccentricità di 0,2361403, inclinata di 5,45958° rispetto all'eclittica.